# 尼古拉·蒂莫夫蒂
尼古拉·蒂莫夫蒂（羅馬尼亞語：Nicolae Timofti，發音：[nikoˈla.e tiˈmofti]；1948年12月22日—）是一名摩尔多瓦政治人物和法学家。1990年任摩最高法院副院长，1996年开始担任摩尔多瓦法官协会主席，2011年3月起任摩高级法官委员会主席。2012年3月16日，他被议会选为总统。

## 个人生活
他生于摩尔多瓦的Ciutulești，是家中5个孩子的其中一个，父母分别为Vasile Timofti与Elena。1949年初期，他家移居Florești。1949年7月6日，他的祖父Tudor Timofti被苏维埃当局驱逐到苏联远东的阿穆尔州，并于1953年在那里逝世。
他妻子Margareta Timofti是个律师，两人育有三个儿子: Alexei（1977年生）是在世界银行工作的一名律师，Nicu（1980年生）是在基希讷乌工作的体育记者，Ștefan （1989年生）在基希讷乌学习经济学。

## 早年事业
1972年他毕业于摩尔多瓦国立大学的法学专业。在1976年成为一名法官之前他曾在苏联军队服役两年。2011年3月起任摩高级法官委员会主席。

## 当选总统
2012年3月16日，他作为唯一总统候选人获得议会投票中的62票当选为总统，结束了总统空缺近3年的尴尬局面。根据宪法，候选人须获得议会101名议员中至少61人支持才能当选，他获得了“融入欧洲”三党执政联盟的59票和半年前脱离了摩尔多瓦共产党人党的议员3票。此前，总统一职一直由议长马里安·卢普代理。